# Antioch Arrow
Antioch Arrow — американская панк-рок-группа из Сан-Диего, образованная в 1992 году. Большая часть их дискографии была выпущена на независимом лейбле Gravity Records из Сан-Диего. Лейбл был ответственен за повышение статуса Сан-Диего на андеграундной музыкальной сцене середины 1990-х годов. Группа, распавшаяся в 1994 году и выпустившая три студийных альбома (последний из которых вышел уже после распада), в настоящее время считается одной из самых влиятельных групп начала 1990-х годов, которые сформировали эмо и постхардкор-музыку конца 1990-х и начала 2000-х годов.

## Характеристики
Стиль
Группа обычно рассматривается как важная часть «звучания Сан-Диего», раннего стиля постхардкора, возникшего в Сан-Диего, который был популяризирован такими группами, как Swing Kids и Heroin. Первые три релиза группы были выпущены на Gravity Records, который также считается сыгравшим важную роль в «звучании Сан-Диего». Ранние записи группы, такие как The Lady Is A Cat, демонстрировали несколько «базовое» звучание хардкор-панка, в то время как In Love With Jetts представил гораздо более спазматический, шумный стиль, которым группа позже станет известна. Последний альбом группы, Gems Of Masochism, представил синтезаторы и общую готическую эстетику, как в музыкальном, так и в визуальном плане. Группу описывали как постхардкор, арт-панк, эмо, постпанк, и ноу-вейв.
На группу повлияли многие, в том числе вашингтонские эмо- и хардкор-группы середины-конца 1980-х, такие как Ignition и Rites of Spring. The Birthday Party также оказала большое влияние в самом начале, и несколько странный стиль The Nation of Ulysses также сильно вдохновил группу. Вокалист Аарон Монтень также заявил, что вокальный стиль Криса Томпсона (участника хардкорной группы Fury из Вашингтона конца 1980-х) сформировал его собственный стиль отчаянного, пугающего вокала.
Antioch Arrow теперь считаются очень влиятельной группой для своего времени. At the Drive-In однажды заявили, как группа повлияла на них, а также на The Blood Brothers. Экспериментальная нойз-рок-группа Racebannon также описала Antioch Arrow как раннее влияние.

## Дискография
Альбомы
- The Lady Is A Cat (1993, Gravity)
- In Love With Jetts (1994, Gravity)
- Gems Of Masochism (1995, Amalgamated)

Сплит
- Antioch Arrow/Candle split 7-inch (1993, Gravity)

Сборник
- Antioch Arrow (1997, Gravity)